# Middlebury
Middlebury é um cidade localizada no estado de Vermont, Estados Unidos da América. É a sede de condado do Condado de Addison, bem como sua maior cidade. Sua população, pelo censo de 2010, era de 8.496 habitantes. Em Middlebury localiza-se o Middlebury College e o Museu de História de Vermont "Henry Sheldon".